# Частые острова
Частые острова (Хагемиф) — группа островов в Охотском море. Расположены в южной части Амурского лимана на удалении 2,5—10 км от материка. Административно входят в состав Хабаровского края.

## География
В группу входят 8 островов: Гиамиф, Чиртамиф, Тюрмус, Матемиф, Хагемиф, Пилямиф, Большой Велямиф и Малый Велямиф. Самый крупный из них — Пилямиф имеет протяжённость около 4 км при ширине 1 км. Самый ближний к материку остров Гиамиф расположен в 2,5 км на восток от мыса Уаркэ.

## Природа
На островах отмечено гнездование тихоокеанской чайки (Larus schistisagus), чернохвостой чайки (Larus crassirostris) и очкового чистика (Cepphus carbo).